# Commonwealth War Graves Commission

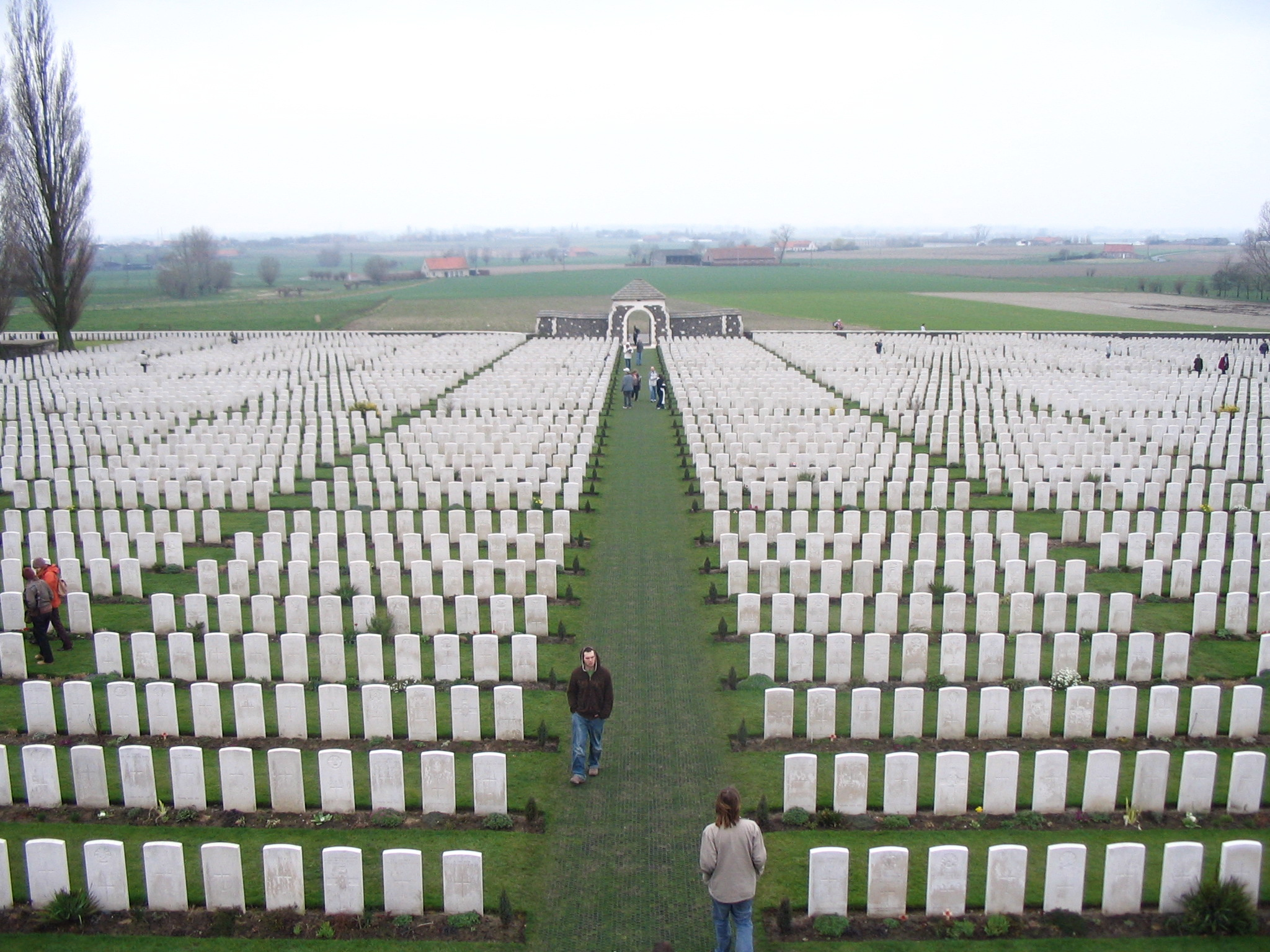
Tyne Cot Commonwealth War Graves Cemetery and Memorial to the Missing

Commonwealth War Graves Commission är en institution som ansvarar för de brittiska soldatbegravningsplatser och efterlevande till militärer inom Samväldet. Säte för organisationen är Maidenhead i Storbritannien. CWGC ansvarar för 2500 begravningsplatser med 73 000 gravplatser runt om i världen. De största begravningsplatserna befinner sig i Frankrike och Belgien och anlades efter första världskriget. Efter andra världskriget har bland annat begravningsplatser upprättats i bland annat Nordafrika, Mellanöstern och Tyskland. Den största av CWGC upprättade begravningsplatsen Ypres Commonwealth War Graves Cemetery and Memorial to the Missing i Ypern i Belgien. 
Organisationen grundlades 1917 under namnet Imperial War Graves Commission och byggde på det arbete som startats av Fabian Ware med att hitta och identifiera stupade soldater.